# Bulbophyllum pugilanthum
Bulbophyllum pugilanthum är en orkidéart som beskrevs av Jeffrey James Wood. Bulbophyllum pugilanthum ingår i släktet Bulbophyllum och familjen orkidéer. Inga underarter finns listade i Catalogue of Life.